# Annelise Coberger
Annelise Coberger (ur. 16 września 1971 w Christchurch) – nowozelandzka narciarka alpejska, wicemistrzyni olimpijska i brązowa medalistka mistrzostw świata juniorów.

## Kariera
Na arenie międzynarodowej Annelise Coberger pojawiła się w połowie lat 80'. Pierwszy sukces w karierze osiągnęła w lutym 1990 roku, kiedy podczas mistrzostw świata juniorów w Zinal wywalczyła brązowy medal w slalomie. W zawodach Pucharu Świata pierwsze punkty wywalczyła 1 grudnia 1991 roku w Lech, zajmując trzynaste miejsce w slalomie. Nieco ponad miesiąc później, 12 stycznia 1992 roku w Schruns po raz pierwszy stanęła na podium, plasując się na trzeciej pozycji w slalomie. W zawodach tych wyprzedziły ją tylko Austriaczka Sabine Ginther oraz Blanca Fernández Ochoa z Hiszpanii. W kolejnych latach jeszcze kilkukrotnie stawała na podium, odnosząc przy tym jedno zwycięstwo: 14 stycznia 1992 roku w Hinterstoder była najlepsza w swej koronnej konkurencji. Ostatni raz w czołowej trójce znalazła się 19 marca 1993 roku w Vemdalen, gdzie była trzecia w slalomie. Najlepsze wyniki osiągnęła w sezonie 1992/1993, kiedy zajęła czternaste miejsce w klasyfikacji generalnej oraz drugie w klasyfikacji slalomu, za Vreni Schneider ze Szwajcarii.
Największy sukces osiągnęła w lutym 1992 roku, kiedy podczas igrzysk olimpijskich w Albertville wywalczyła srebrny medal w slalomie. Po pierwszym przejeździe zajmowała ósme miejsce, tracąc do prowadzącej Julie Parisien z USA 0,80 sekundy. W drugim w przejeździe uzyskała najlepszy wynik, co dało jej drugi łączny czas. Na podium rozdzieliła Austriaczkę Petrę Kronberger oraz Blankę Fernández Ochoę. Została tym samym nie tylko pierwszą w historii zawodniczką z Nowej Zelandii, która wywalczyła medal olimpijski w narciarstwie alpejskim, ale także pierwszym sportowcem z półkuli południowej, który zdobył medal na zimowych igrzyskach olimpijskich. Na rozgrywanych dwa lata później igrzyskach w Lillehammer rywalizację w slalomie zakończyła już na pierwszym przejeździe, wypadając z trasy. W międzyczasie wystartowała na mistrzostwach świata w Saalbach-Hinterglemm, gdzie zajęła trzynaste miejsce w kombinacji, a slalomu nie ukończyła. Bez medalu wróciła także z rozgrywanych w 1993 roku mistrzostw świata w Morioce, gdzie została zdyskwalifikowana za minięcie jednej z bramek.
Karierę zakończyła w marcu 1995 roku. Ukończyła studia na University of Otago, a następnie wstąpiła do policji. Pochodzi z rodziny o korzeniach niemiecko-norwesko-rosyjsko-szkockich. Jej dziadek, Oscar Coberger, wyemigrował do Nowej Zelandii z Bawarii. Jej ojciec, Anton, brat Nils oraz siostra, Adele także uprawiali narciarstwo alpejskie.

## Osiągnięcia

### Igrzyska olimpijskie
| Miejsce | Dzień     | Rok  | Miejscowość | Konkurencja | Czas biegu  | Strata  | Zwyciężczyni     |
| ------- | --------- | ---- | ----------- | ----------- | ----------- | ------- | ---------------- |
| 2.      | 20 lutego | 1992 | Albertville | Slalom      | 1:32,68 min | +0,42 s | Petra Kronberger |
| DNF1    | 26 lutego | 1994 | Lillehammer | Slalom      | 1:56,01 min | -       | Vreni Schneider  |

### Mistrzostwa świata
| Miejsce | Dzień       | Rok  | Miejscowość | Konkurencja | Czas biegu  | Strata     | Zwyciężczyni       |
| ------- | ----------- | ---- | ----------- | ----------- | ----------- | ---------- | ------------------ |
| 13.     | 31 stycznia | 1991 | Saalbach    | Kombinacja  | 26,45 pkt   | +51,35 pkt | Chantal Bournissen |
| DNF     | 1 lutego    | 1991 | Saalbach    | Slalom      | 1:25,90 min | -          | Vreni Schneider    |
| DNF     | 9 lutego    | 1993 | Morioka     | Slalom      | 1:27,66 min | -          | Karin Buder        |

### Mistrzostwa świata juniorów
| Miejsce | Dzień       | Rok  | Miejscowość          | Konkurencja | Czas biegu  | Strata  | Zwyciężczyni          |
| ------- | ----------- | ---- | -------------------- | ----------- | ----------- | ------- | --------------------- |
| 40.     | 30 stycznia | 1988 | Madonna di Campiglio | Gigant      | 1:53,22 min | +5,52 s | Sabine Ginther        |
| 3.      | 24 marca    | 1990 | Zinal                | Slalom      | 1:06,79 min | +1,41 s | Katrin Neuenschwander |

### Puchar Świata

#### Miejsca w klasyfikacji generalnej
- sezon 1991/1992: 22.
- sezon 1992/1993: 14.
- sezon 1993/1994: 46.
- sezon 1994/1995: 57.

#### Miejsca na podium
1. Schruns – 12 stycznia 1992 (slalom) – 3. miejsce
2. Hinterstoder – 14 stycznia 1992 (slalom) – 1. miejsce
3. Grindelwald – 2 lutego 1992 (slalom) – 3. miejsce
4. Park City – 29 listopada 1992 (slalom) – 3. miejsce
5. Steamboat Springs – 6 grudnia 1992 (slalom) – 2. miejsce
6. Maribor – 6 stycznia 1993 (slalom) – 2. miejsce
7. Cortina d’Ampezzo – 17 stycznia 1993 (slalom) – 2. miejsce
8. Vemdalen – 19 marca 1993 (slalom) – 3. miejsce